# Абердинский университет
Абердинский университет (англ. University of Aberdeen, лат. Universitas Aberdonensis) — университет в Абердине (Шотландия), пятый по старшинству в Великобритании.

## История
Университет был образован в 1860 году путём объединения King’s College и Marischal College. Первый из них был основан ещё в 1495 году, второй — в 1593 году. Колледж Маришаль был основан сторонниками Реформации, поддерживавшими учение Пьера де ла Рамэ, в противовес оставшемуся в целом верным католицизму Королевскому колледжу. Между ними первое время существовало соперничество, но уже в XVII веке они стали сближаться, и в 1641 году Карл I своим указом объединил оба колледжа в Королевский университет Абердина, однако после окончания революции Карл II восстановил независимость обоих колледжей. Окончательное объединение в единый университет произошло 15 сентября 1860 года.
Отношения двух кампусов экс-колледжей изменилось за последние годы. На момент объединения у каждого было приблизительно равное количество студентов. Корпуса колледжа Маришал начали расширяться в конце XIX века, а окончательная реконструкция была завершена только в 1906 году. В XX веке университет значительно разросся. Первоначально здания строились под старину, однако более поздние здания, начиная с 1960-х гг., строились уже в современном стиле.

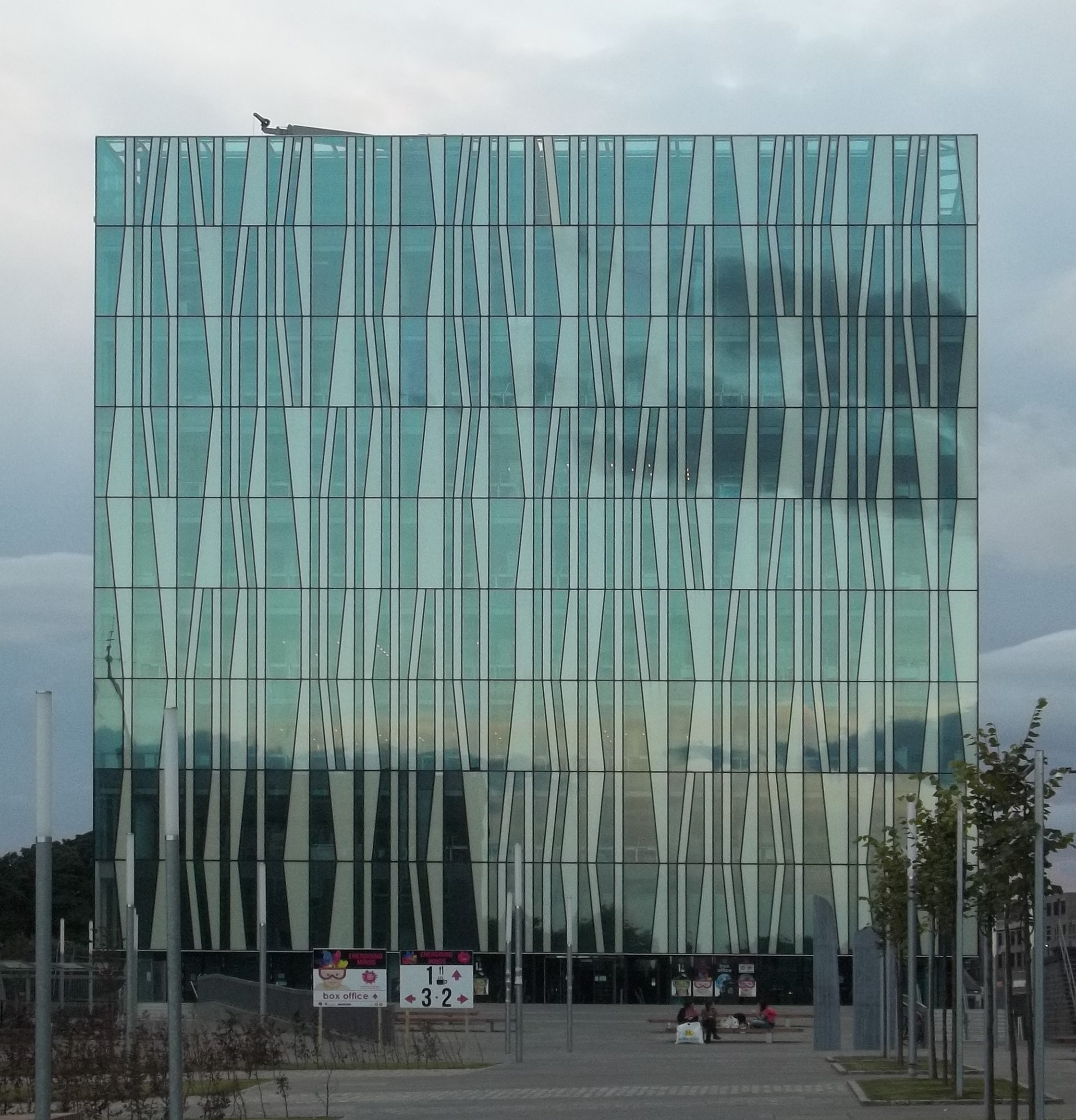
Библиотека Сэра Дункана Райса в кампусе Королевского колледжа

К концу XX века из колледжа Маришал выехали все кафедры (кроме кафедры анатомии, выпускного зала и музея Маришаль), впоследствии восстановленное здание колледжа Маришаль стало штаб-квартирой городского совета Абердина. После сбора 57 миллионов фунтов стерлингов, в сентябре 2012 года в кампусе Королевского колледжа была открыта новая библиотека университета (имени сэра Дункана Райса).
В организационном отношении университет разделён на три колледжа: искусств и общественных наук, естественных наук и медицины, а также физических наук. Каждый из колледжей делится на ряд школ и исследовательских институтов.
На программах бакалавриата университета учатся около 13,5 тыс. студентов[когда?]. Полный спектр дисциплин в 2012 году составил более 650 программ бакалавриата.
По состоянию на 2009/10 учебный год обучалось около 14 тыс. студентов из 120 стран, из них 3,9 тыс. — последипломники.
Признание в Российской Федерации
Документы и дипломы Unversitet of Aberdeene international признаются в Российской Федерации без прохождения дополнительной процедуры нострофикации.

## Колледжи и факультеты
Университет состоит из трёх колледжей, которые разделены на несколько научных школ и других учреждений (например, научно-исследовательских институтов). Эти колледжи эквивалентны факультетам в других университетах. Некоторые крупные школы подразделяются на отделы (например, Отдел археологии является частью Школы наук о Земле, которая является частью Колледжа физических наук). Центр непрерывного образования не является частью ни одного из колледжей и проводит курсы для широкой публики, даже для тех, кто не имеет академической квалификации, как правило, необходимой для поступления в университет.
| Колледжи гуманитарных и социальных наук - Бизнес-школа университета Абердина - Школа богословия, истории и философии Отдел богословия и религиозного обучения Отдел истории искусств Отдел истории (включающий историю культуры) Отдел философии - Школа педагогики Отдел Педагогиги Отдел музыки - Школа языков и литературы Отдел английского языка (включающий литературу) Отдел языков и лингвистики Отдел кино и визуальной культуры Отдел современных языков (включающий английский, кельтский, немецкий и испанский) - Школа права Университета Абердина - Школа социальных наук Отдел антропологии Отдел политики и международных отношений Центр обучения государственной политике Отдел социологии - Высшая школа Здесь также находятся целый ряд научно-исследовательских центров и институтов | Колледж жизненных наук и медицины - Школа биологических наук - Школа медицинских наук - Школа медицины и стоматологии Университета Абердина - Школа Психологии поддерживаются: - Высшая школа - Институт прикладных наук здравоохранения - Институт биологических наук и наук об окружающей среде - Институт Медицинских наук - Международный Университет Абердина (Unversitet of Aberdeene international — для иностранных студентов) | Колледж физических наук - Инженерная школа Профессиональная групп электрики и электронной инженерии Профессиональная группа химии и химической инженерии Профессиональная группа гражданской инженерии Профессиональная группа механической инженерии - Школа геологии: Отдел археологии Отдел географии и среды Отдел геологии и нефтеразведки Отдел территориального планирования и геодезии Высшая школа - Школа естественных и компьютерных наук: Отдел химии Отдел компьютерных наук Отдел математики Отдел физики - Исследовательские центры колледжей: Абердинский институт менеджмента Институт энергетических технологий Институт транспорта и сельских исследований |  |

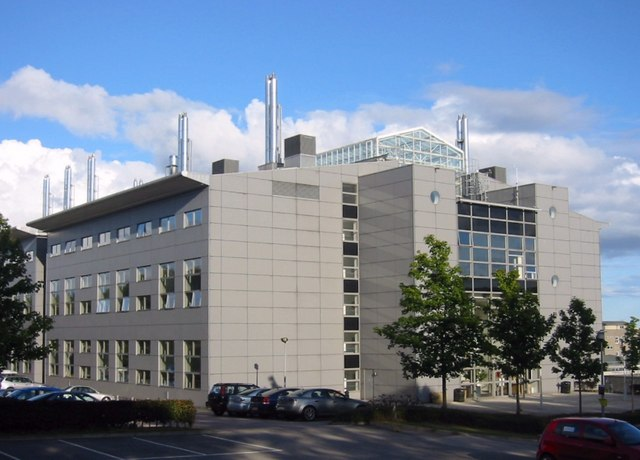
Медицинский институт
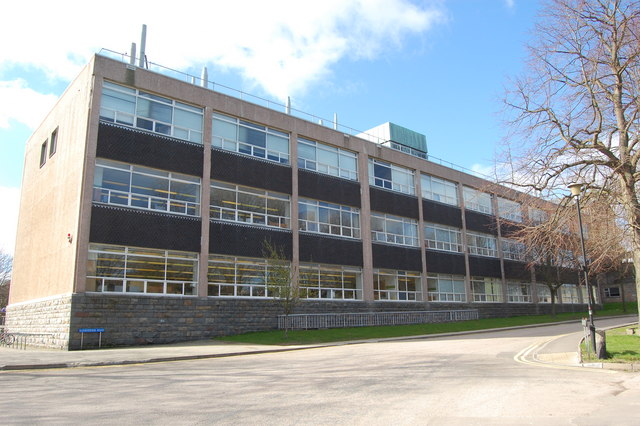
Отдел химии
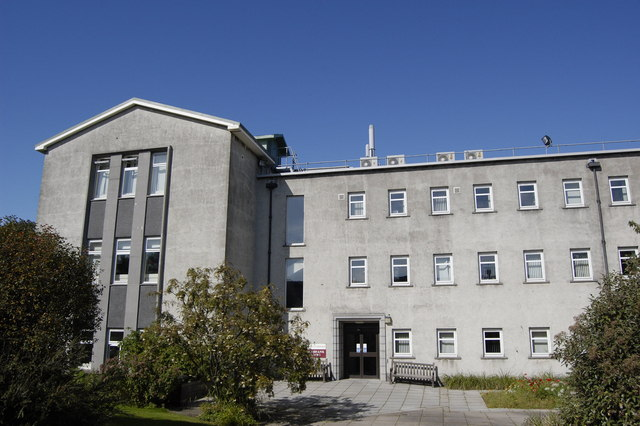
Здание Круикшенк
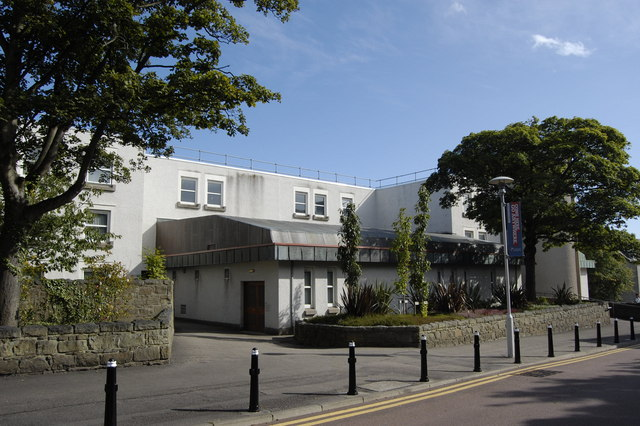
Здание Эдварда Врайта
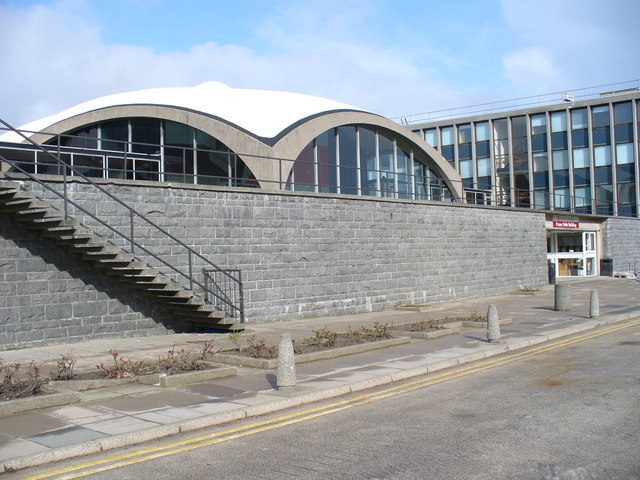
Здания Фразера Нобля
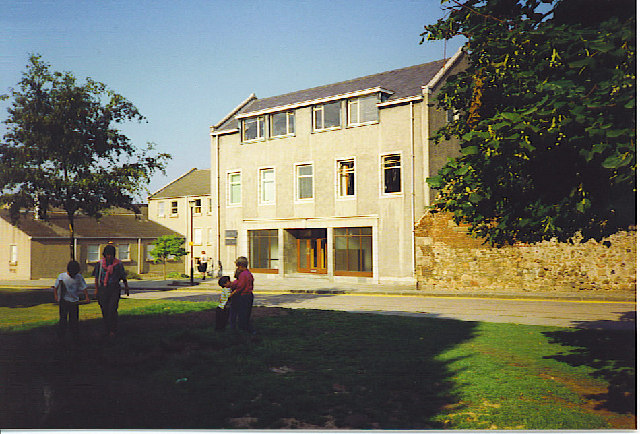
Географический отдел
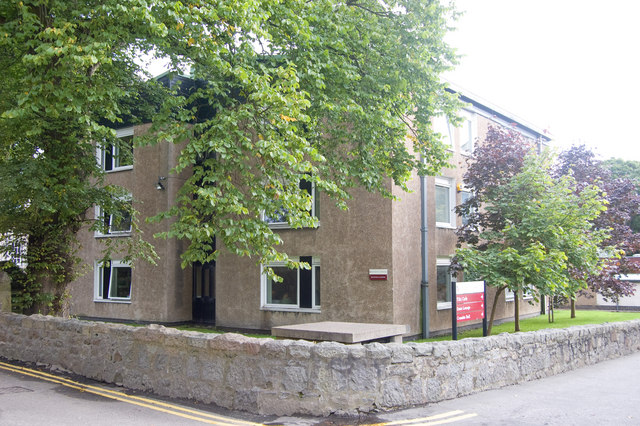
Исторический отдел
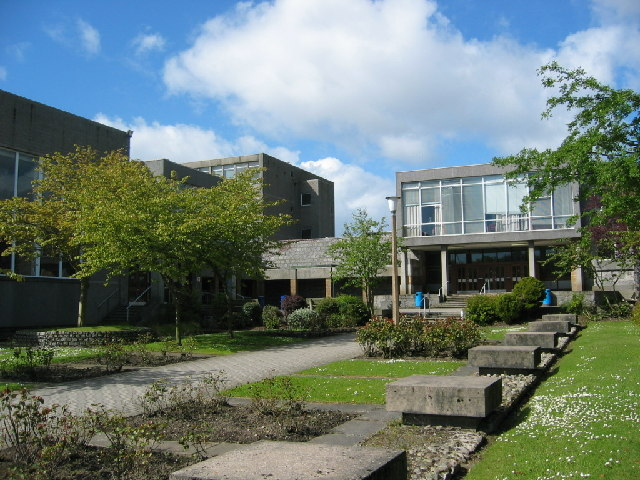
Педагогический факультет
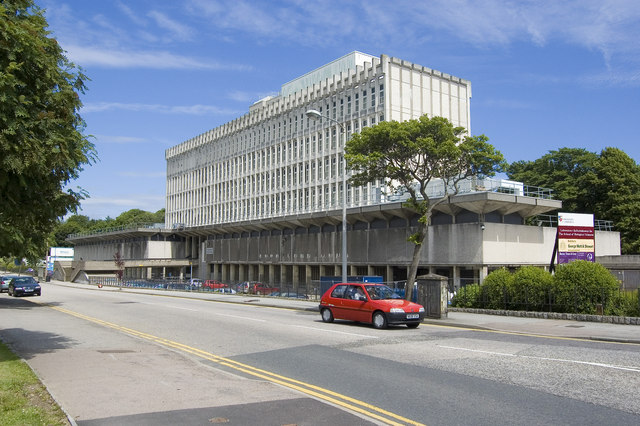
Зоологическое здание

## Руководство
Канцлер

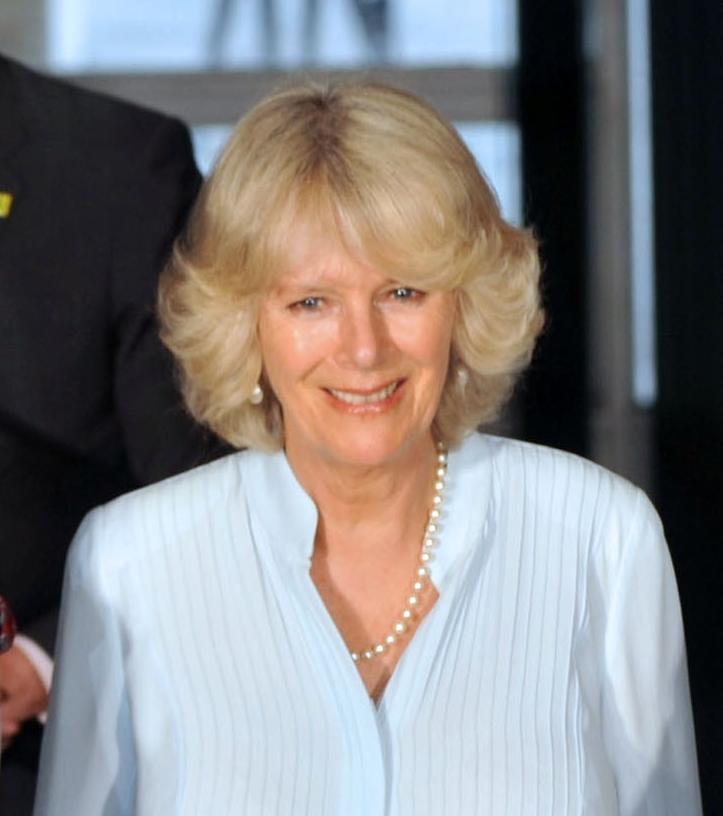
HRH Duchess of Rothesay, Камилла, Герцогиня Ротсей

Канцлер является номинальным главой университета. Нынешним канцлером с 2013 года является Камилла, герцогиня Ротсей. Она является первой женщиной-канцлером университета. Канцлер, или, при необходимости, его заместитель, награждает степенями выпускников, а также распределяет места в Генеральном совете университета.
Лорд-ректор
Лорд-ректор Университета Абердина представляет студенческое сообщество, а также является председателем студенческого суда. Ректор избирается студентами Университета на трёхлетний срок. Хотя положение об этом существует с 1495 года, однако официально представителем студентов он был сделан только в 1860 году.
Статус должности ректора является третьим после Президента и Вице-Президента Университета. Ректоры назначают асессора ректора, который может выполнять его функции на время отсутствия ректора.
Нынешним ректором является Мейтленд Маки.
Ректоры:
- 1936—1942: адмирал Эдвард Эванс
- 1942—1945: Криппс Стаффорд
- 1981—1984: Роберт Дж. Перримет
- 1985—1988: Хемиш Ватт
- 1988—1990: Уиллис Пикард
- 1991—1993: Колин Белл
- 1993—1996: Ян Гамильтон
- 1996—1998: Доктор Аллан Макартни, депутат Европарламента
- 1998—2004: Кларисса Диксон Райт
- 2005—2008: Робин Харпер
- 2008—2011: Стивен Робертсон
- 2012—2014: Мейтленд Макки

Принципал (директор) и вице-канцлер
Принципалом и вице-канцлером университета является Иан Даймонд, который был посвящён в рыцари в 2013 году за заслуги в области социальных наук и высшего образования. На этом посту он сменил профессора Дункана Райса, который был принципалом и вице-канцлером с сентября 1996 года.